# Шпангоут

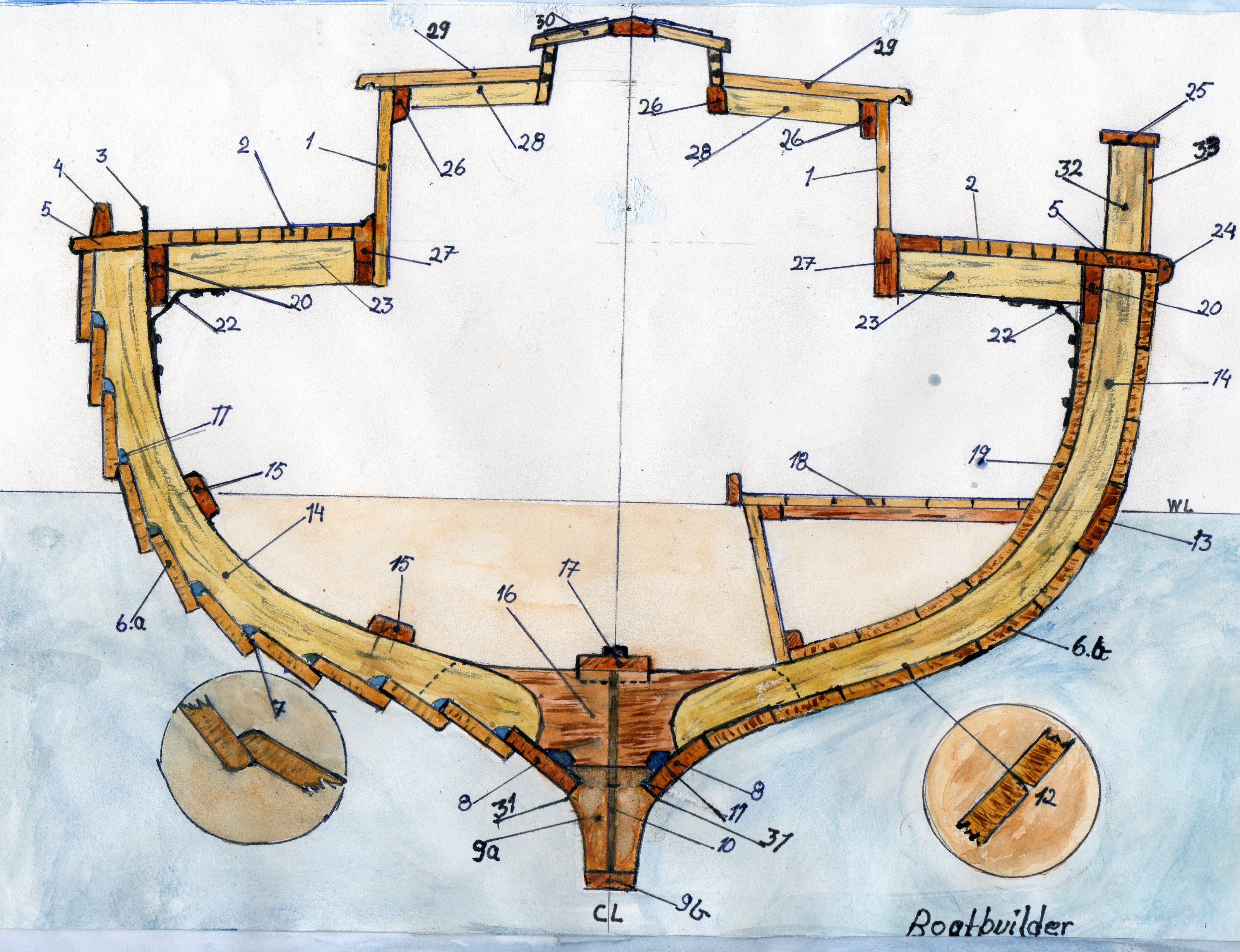
Шпангоут: #14

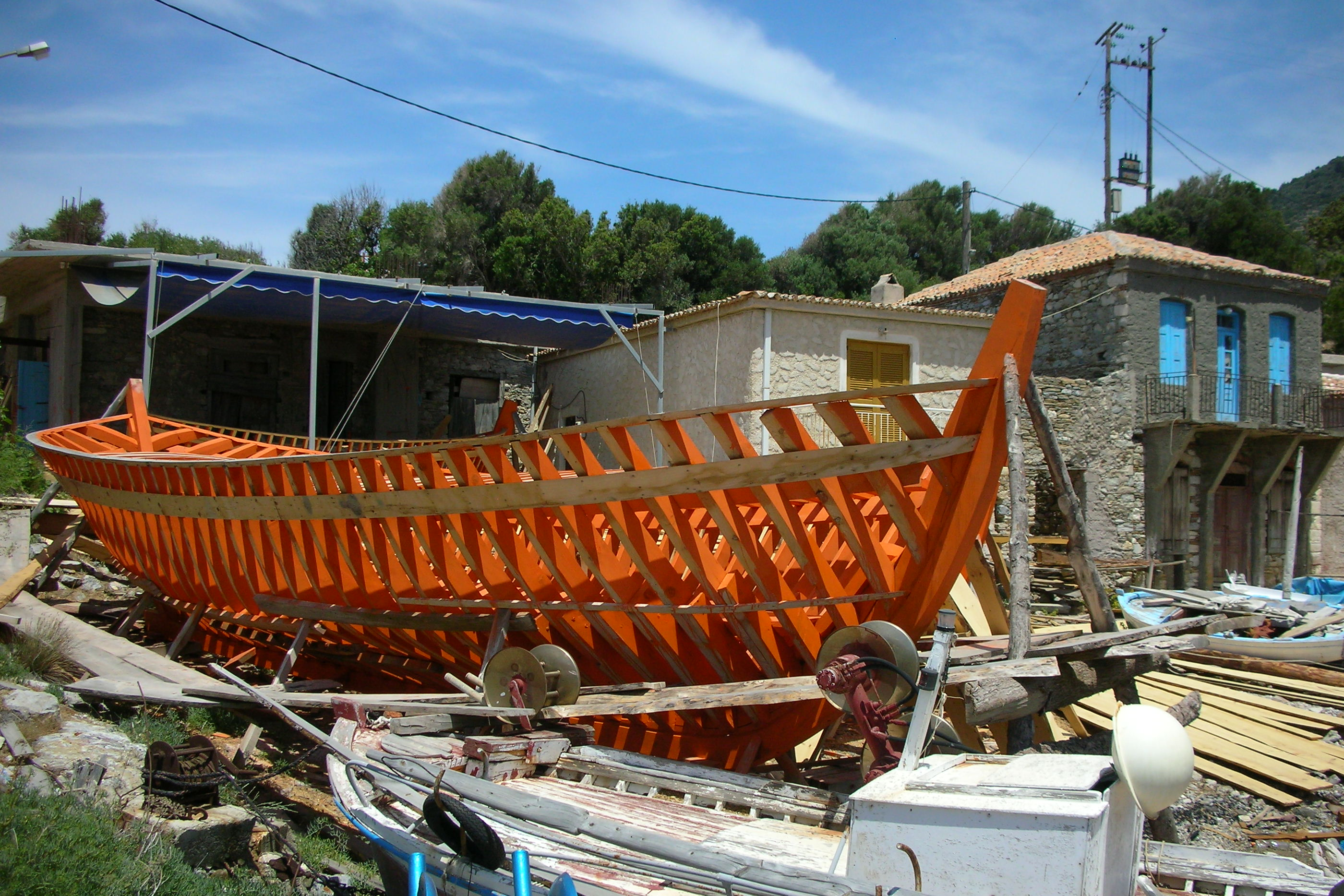

Шпанго́ут (нидерл. spanthout, от spant — «ребро» и hout — «древесина») — поперечное ребро корпуса судна; деревянный или металлический поперечный элемент жёсткости обшивки корпуса корабля (или летательного аппарата) обеспечивающий жесткость обшивки и сохраняющий ее форму. В кораблестроении и судостроении это также элемент теоретического чертежа — сечение корпуса вертикальной поперечной плоскостью.

## Шпангоут в судостроении
Бортовая балка набора корпуса судна. В корабельном наборе шпангоут бывает цельный и составной. Последний состоит обычно из двух рёбер, нижним концом укреплённых на киле. Рёбра изогнуты по форме днища корабля и продолжаются вверх на высоту борта. Сверху (под палубой) рёбра соединены между собой поперечной балкой (бимсом), который используется как опора для палубного настила. Вдоль борта шпангоуты соединяются стрингерами, которые идут от носа к корме по корпусу судна. Между собой шпангоуты никак не соединяются, а с остальными элементами продольного и поперечного набора они соединяются с помощью кницы: косой распорки (для деревянного набора) или треугольного листа металла (для стального). Шпангоут, расположенный на половине длины, называется мидель-шпангоутом, остальные — «передними» или «задними» относительно миделя. Число шпангоутов зависит от длины судна и требуемой прочности корпуса, расстояние между шпангоутами (шпация) выбирается из стандартного ряда. Шпангоуты нумеруются от носа в корму либо от кормы к носу. В носовой и кормовой оконечностях судна шпангоуты часто ставятся не поперечно, а под углом, чтобы они стояли перпендикулярно обшивке корпуса. Такие шпангоуты называют «поворотными».

### Деревянные корабли

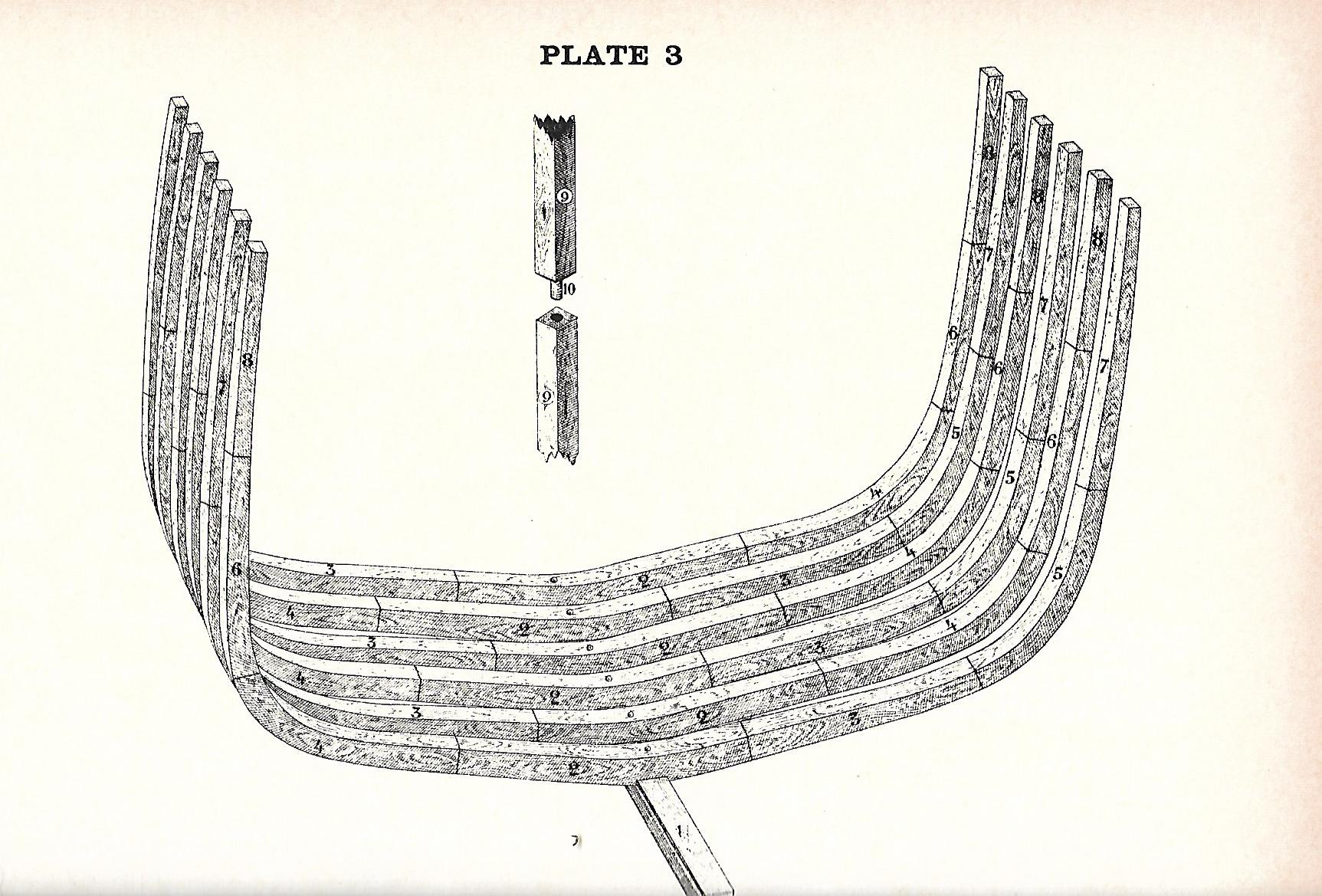
1 — киль, 2 — флортимберсы, 3 — 1-е футоксы, 4 — 2-е футоксы, 5 — 3-е футоксы, 6 — 4-е футоксы, 7 — 5-е футокс, 8 — топтимберсы. Показано соединение штук дерева (9) шипом (10)

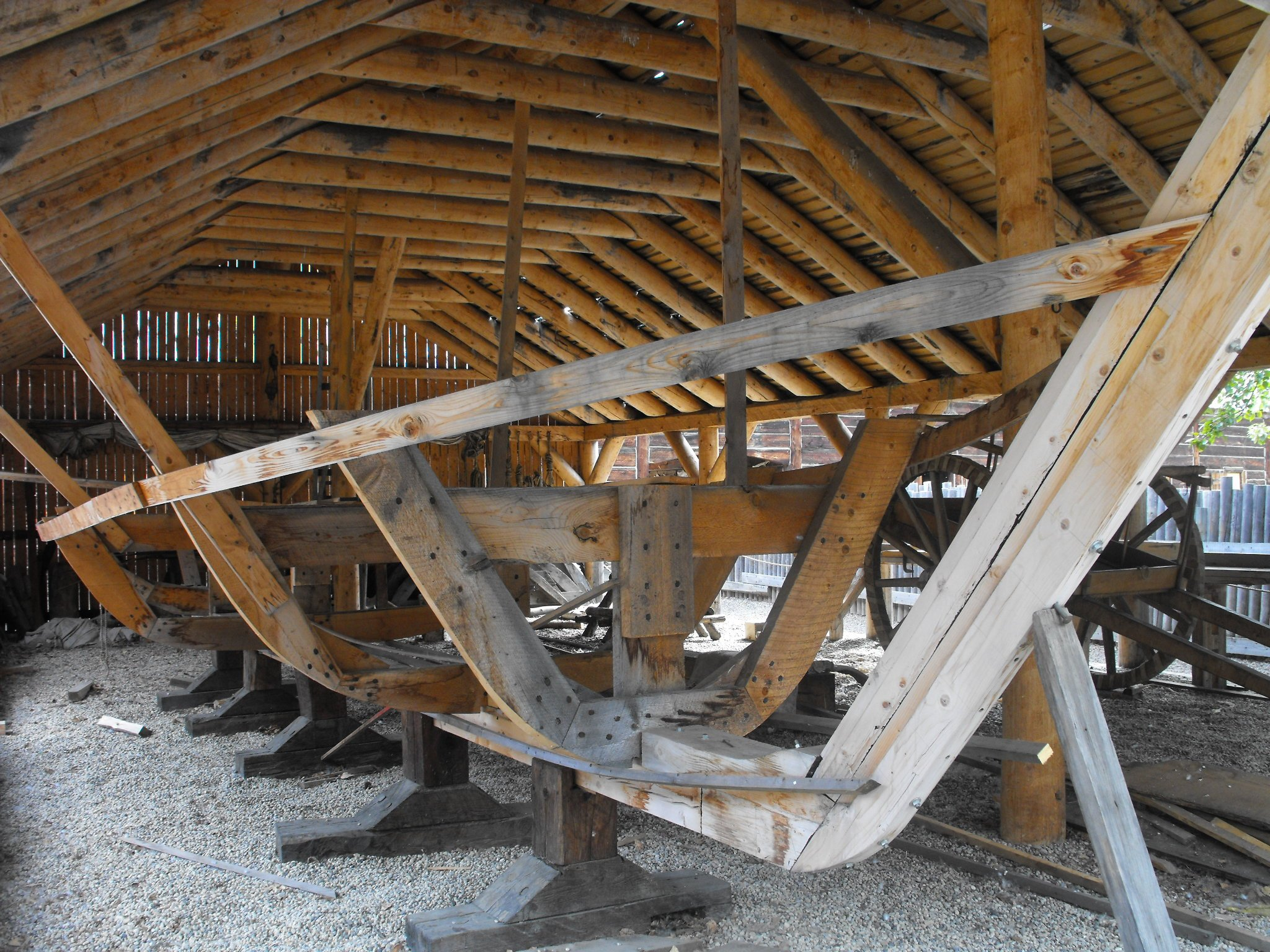
«Йоркская лодка» (York Boat) это тип лодки, которая использовалась на водных путях северной Канады- создана по образцу рыбацких лодок Оркнейских островов (которые, в свою очередь, были преемниками баркасов викингов).

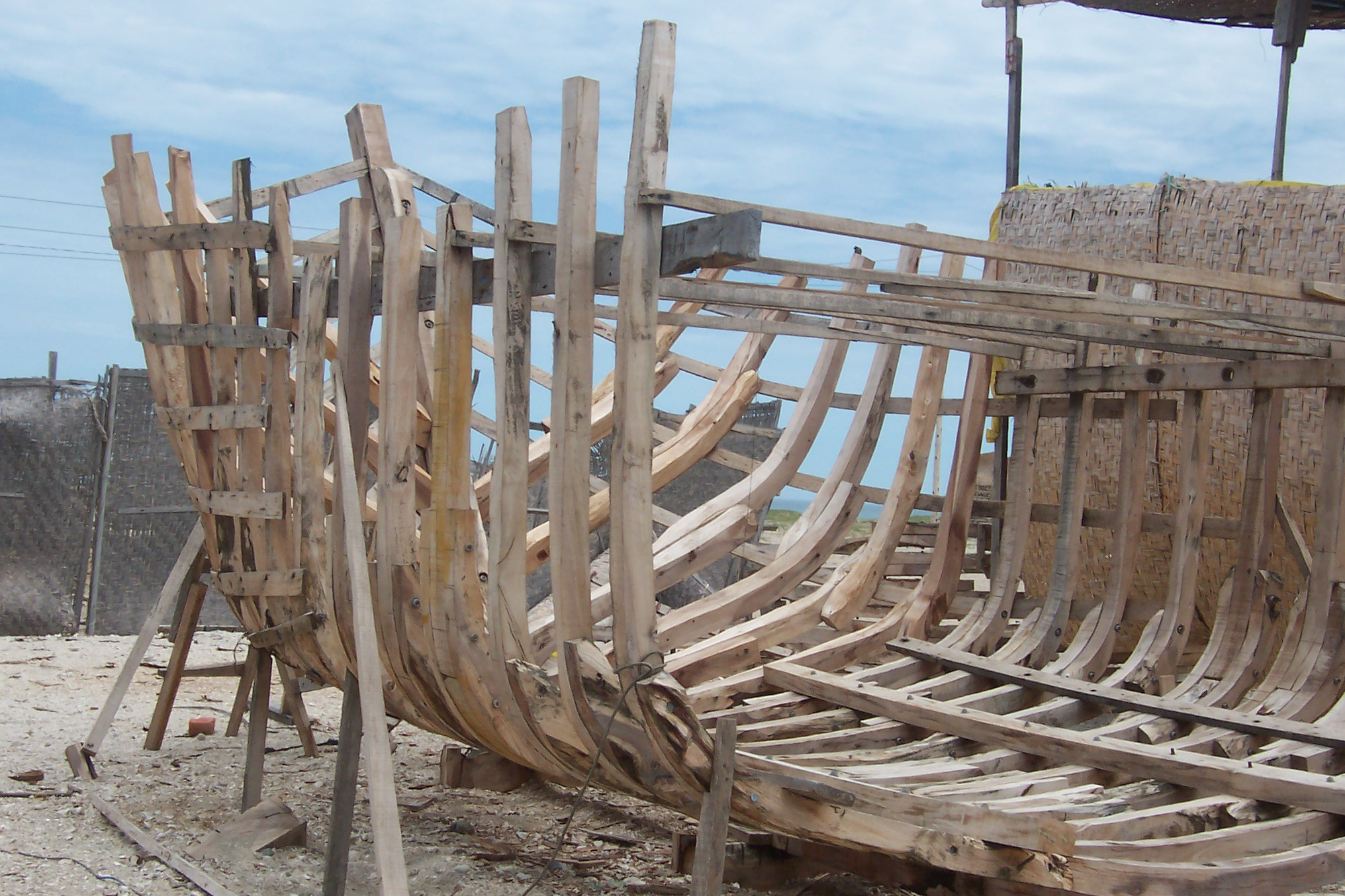

Поскольку корпус судна имеет U-образную форму вблизи миделя и V-образную в оконечностях, шпангоуты делают из деревьев, преимущественно имеющих уже естественную кривизну, однако часто шпангоуты невозможно изготовить из целого дерева, поэтому их делают составными. Нижнюю часть шпангоута, соединяющуюся с килем, называют флортимберсом. В оконечностях флортимберсы имеют заострённую форму (пиковые флортимберсы). К флортимберсу с обеих сторон примыкают футоксы, нумеруемые от флортимберса. В зависимости от размеров корабля число футоксов может меняться. Верхнюю часть шпангоута называют топтимберсом.
Обычно шпангоуты делают двухслойными, при этом слои совмещают так, чтобы половина высоты одного слоя накладывалась на середину другого. Оба слоя скрепляют нагелями. Реже оба слоя устанавливают с зазором при помощи деревянных вставок и соединительных шипов, но и в этом случае в нижней части шпангоута слои всегда подгоняют вплотную друг к другу. На малых судах шпангоуты тоже могут быть наборными. На небольших шлюпках шпангоуты часто изготовляют из одного искусственно выгнутого куска дерева. Шпангоуты могут состоять из нескольких склеенных друг с другом пластин. Такие клеёные шпангоуты часто выполняют как одно целое с бимсом.
Последний задний шпангоут в наборе деревянного судна называется «фашенписом». На деревянных судах поверх шпангоутов изнутри (или поверх внутренней обшивки) могут накладываться ридерсы (от англ. riders) — диагональные перекрестные железные полосы, идущие от кильсона к нижней палубе и служащие для усиления прочности корпуса .
Поперек шпангоутов на деревянных судах (с одинарным дном) проходят лимбербордовые каналы, по которым трюмные воды стекают в льяло поближе к миделю. Для протечки воды через шпангоуты в их флортимберсах делают пропилы — лимберголы (англ. limber holes).
Шпангоуты, поддерживавшие решетку гальюна, назывались тимберс-индигедами (англ. timbers in the head — «балки в гальюне») или гед-тимберсами (от head timbers — «гальюнные балки»). Они крепились на княвдигеде, подобно тому, как шпангоуты корпуса крепятся к килю. Нижними концами они опирались на верхние чиксы княвдигеда, концы ветвей соединялись бимсами, на которых лежала гальюнная решетка.

### Металлические корабли

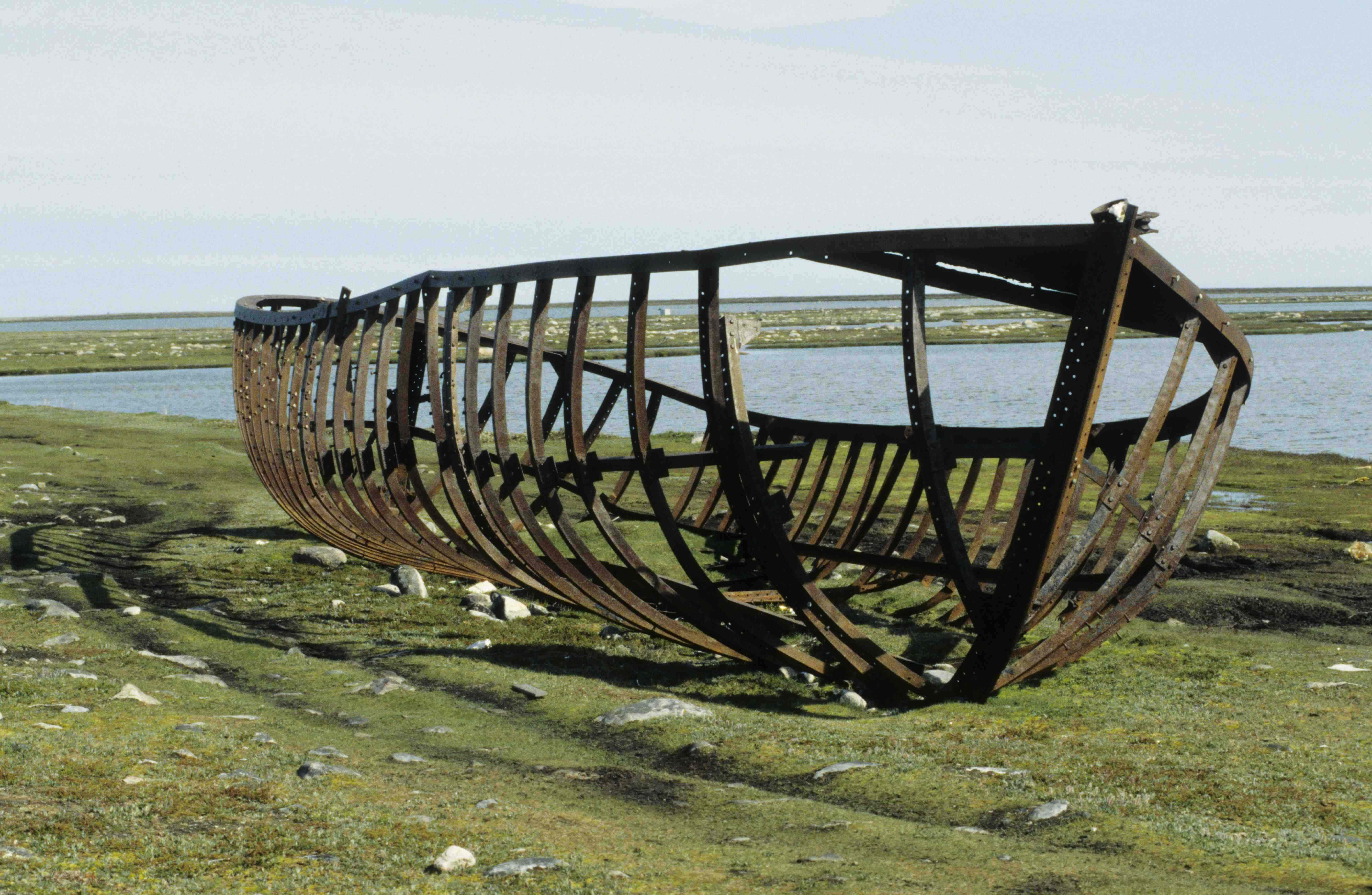
Набор лодки без обшивки.

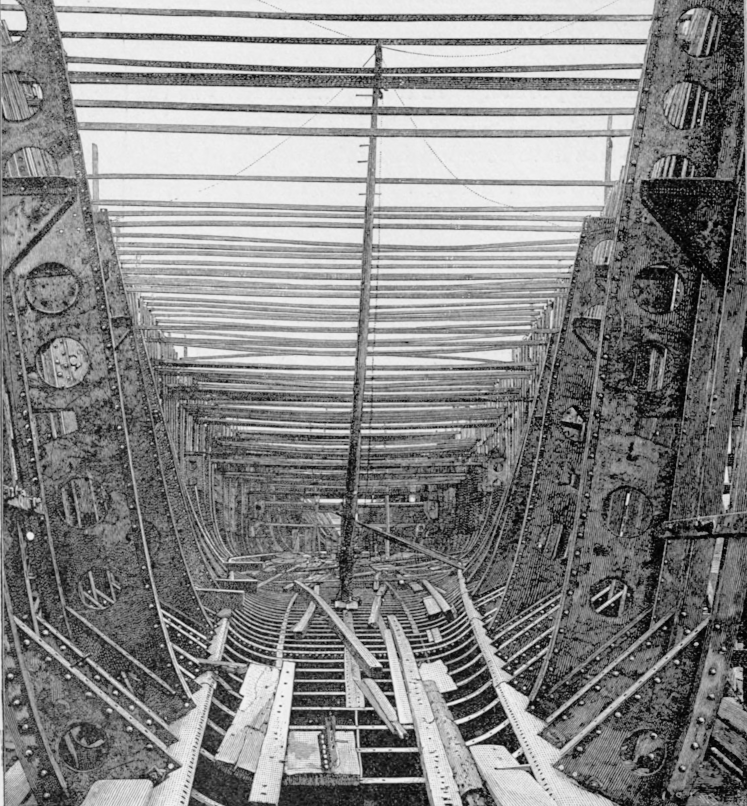
Рамный шпангоут

На металлических (клёпаных и сварных) судах шпангоуты подразделяются на основные, холостые (промежуточные) и рамные.
Основной шпангоут — это поперечное ребро жёсткости бортовой обшивки, установленное на каждой поперечной шпации, и соединённое с флорами и бимсами в шпангоутную раму. 
В продольном металлическом наборе шпангоуты и бимсы выполняются как одно целое — в виде рамы, поэтому их называют рамными шпангоутами. К ним крепятся стрингеры и продольные бимсы палуб.
Рамный шпангоут — усиленный шпангоут, предназначенный для местного усиления корпуса, а также может служить опорой для несущих продольных связей. Рамные шпангоуты обычно устанавливаются через 3—4 шпации, однако в некоторых районах судна (машинное отделение, форпик) их могут устанавливать на каждой шпации. Холостые или промежуточные шпангоуты используются в качестве ледовых, швартовных или других усилений, и ставятся между основными шпангоутами. Холостые шпангоуты не соединяются с флорами и бимсами в раму, обрываясь на обшивке.
Шпангоуты являются основными балками бортового перекрытия при поперечной системе набора и устанавливаются на каждой практической шпации, являясь опорами для продольных связей.
При продольной системе набора корпуса, как правило, устанавливаются только рамные шпангоуты, через 3—4 шпации.

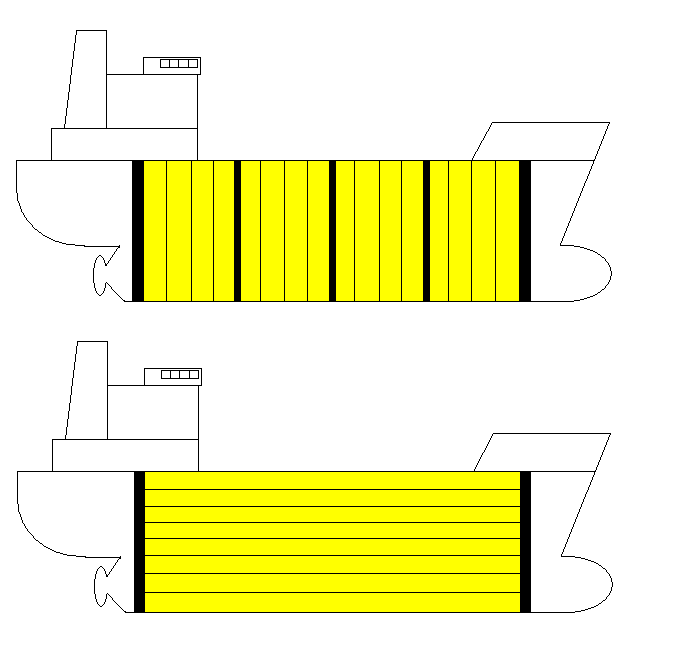
Сравнение продольных сечений корабля с поперечной шпангоутной системой и корабля с продольными шпангоутами.

Для основных и промежуточных шпангоутов применяют профильный прокат — полособульб, уголок, рамные же имеют как правило тавровый профиль.

### Проектирование судов
Теоретическими шпангоутами называют поперечные сечения теоретической поверхности судового корпуса (теоретический чертёж). Как правило, на чертеже выполняют 21 сечение (0—20 шп.) на равных расстояниях (теоретическая шпация), при этом нулевой шпангоут совпадает с носовым перпендикуляром, а двадцатый — с кормовым. Для уточнения обводов также могут строиться дополнительные сечения.== Галерея ==

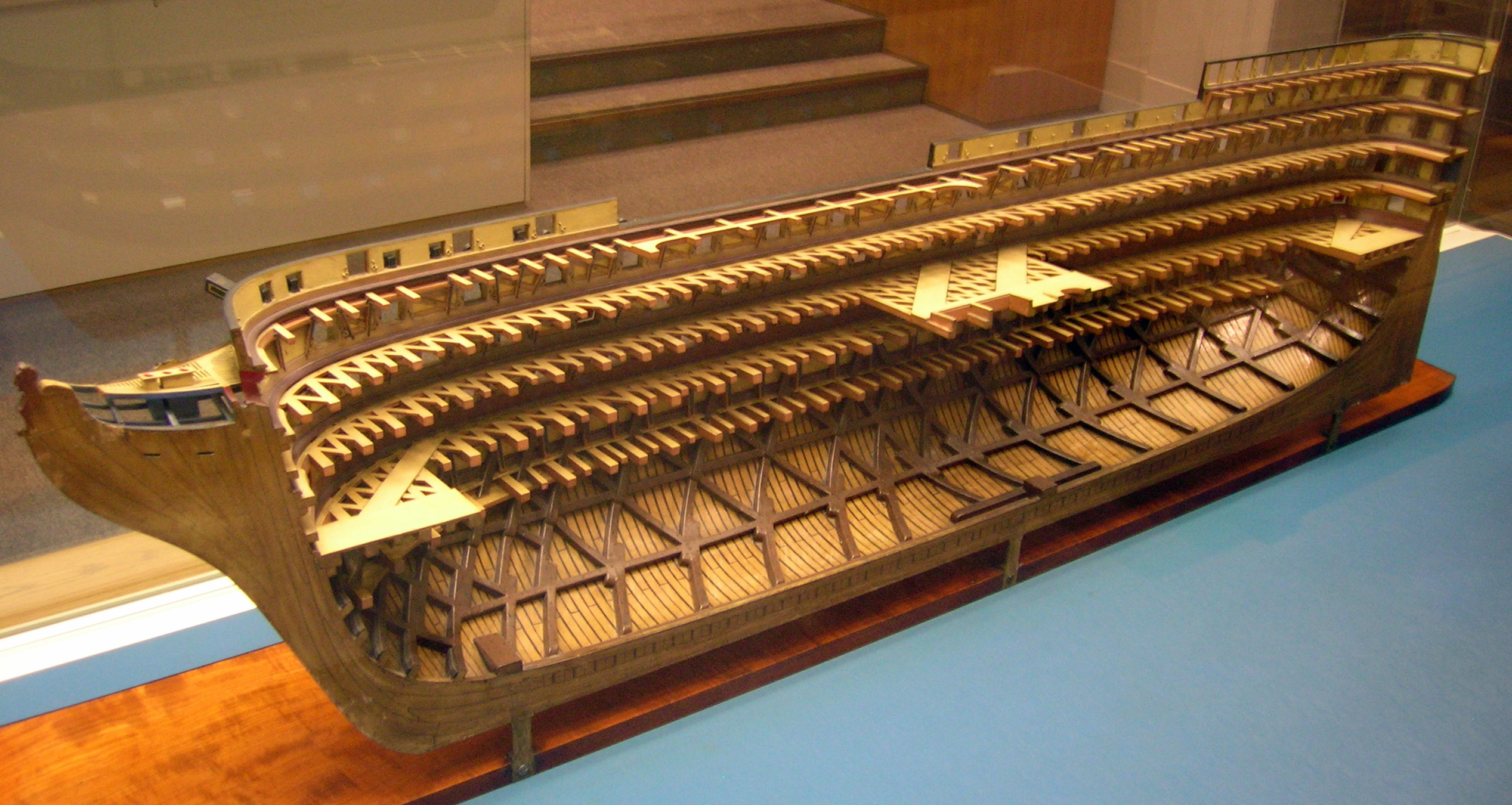
Косые шпангоуты между кильсоном и бимсами нижней палубы на модели линейного 120-пушечного корабля «Каледония»
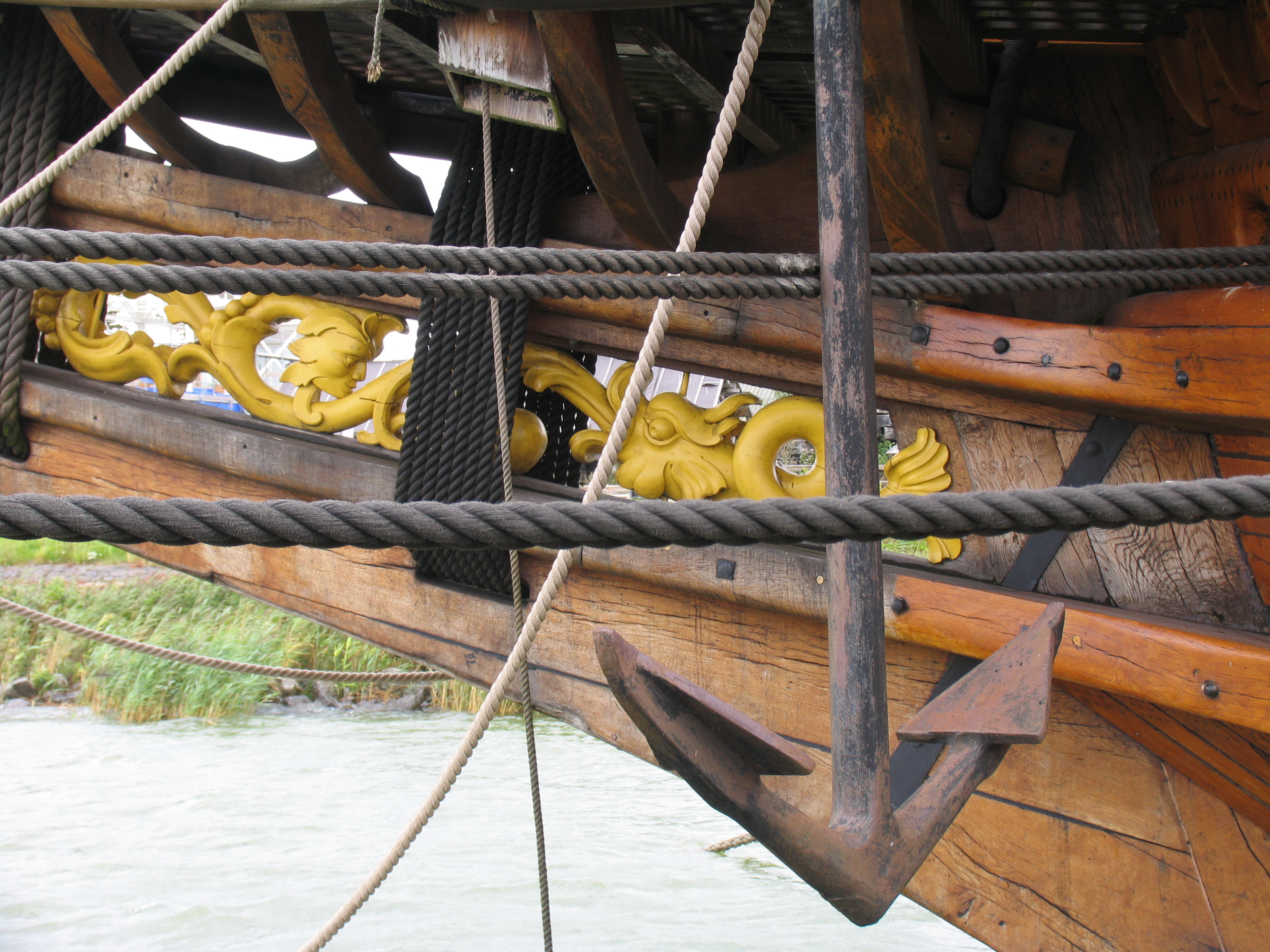
Тимберс-индигеды на верхнем чиксе галеона «Батавия»

## Авиастроение

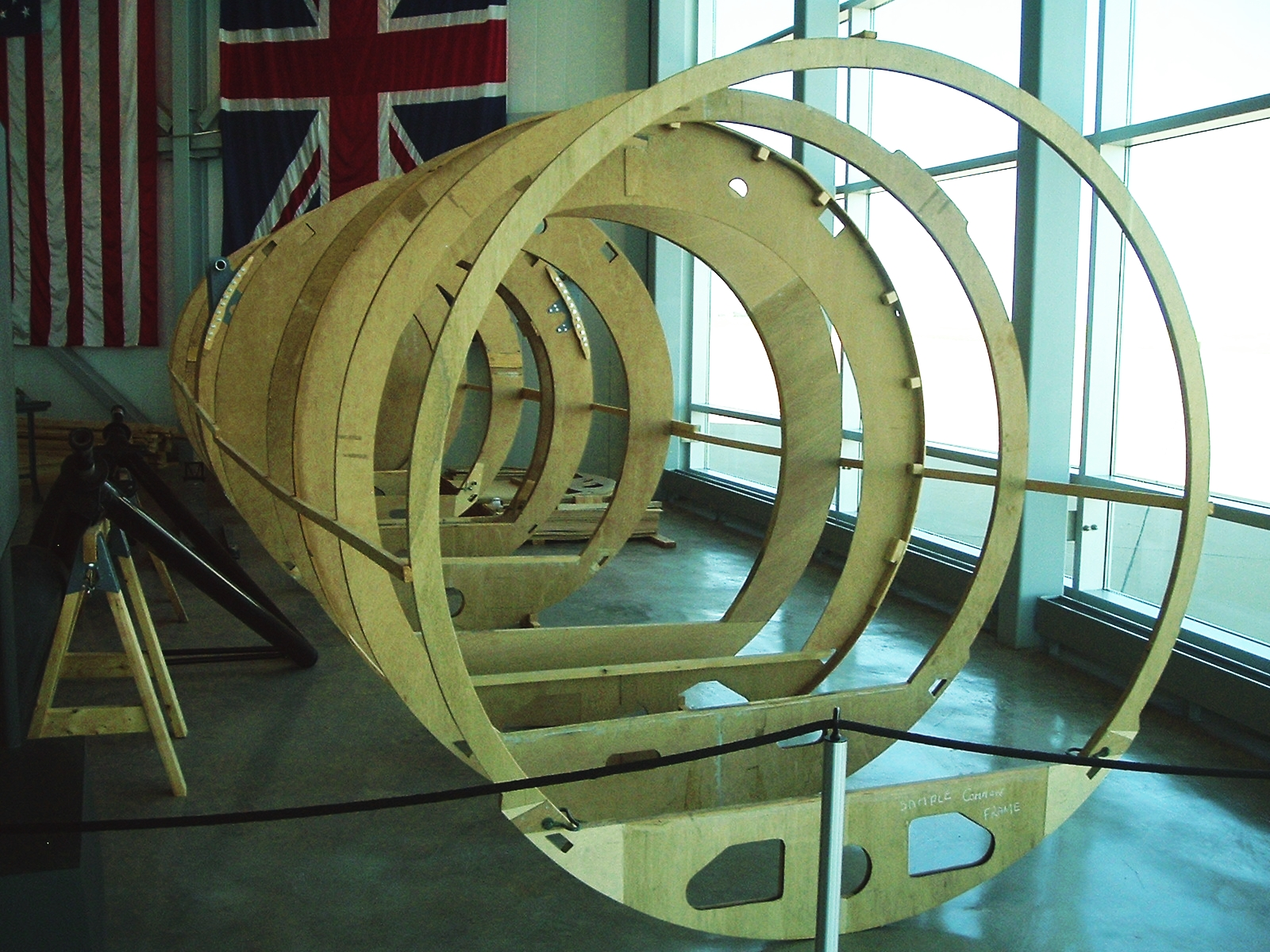
Шпангоуты деревянной конструкции Airspeed Horsa выставлена в музее «Silent Wings» в Лаббоке, штат Техас (Соединенные Штаты Америки)

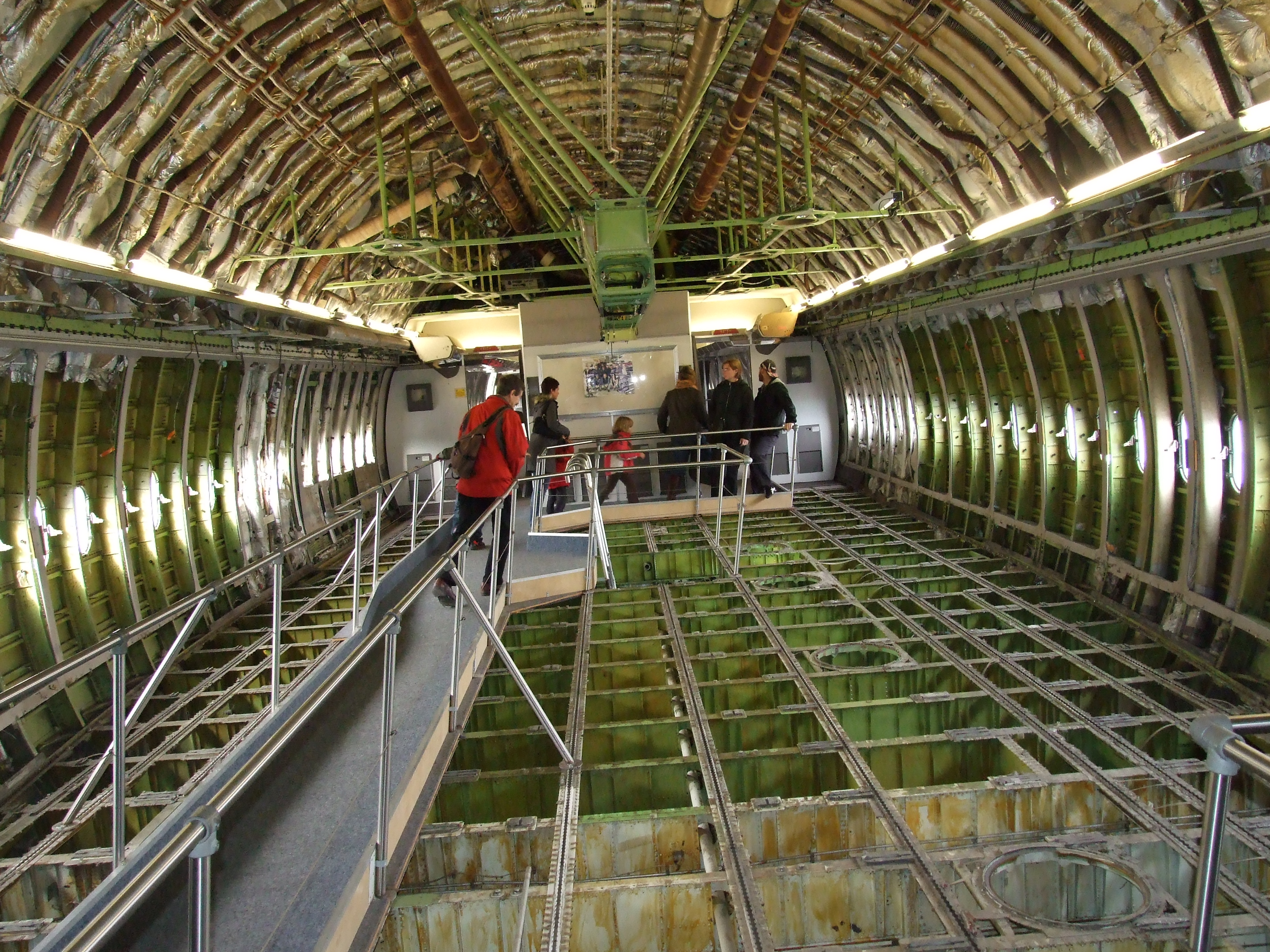
Боинг 747-230

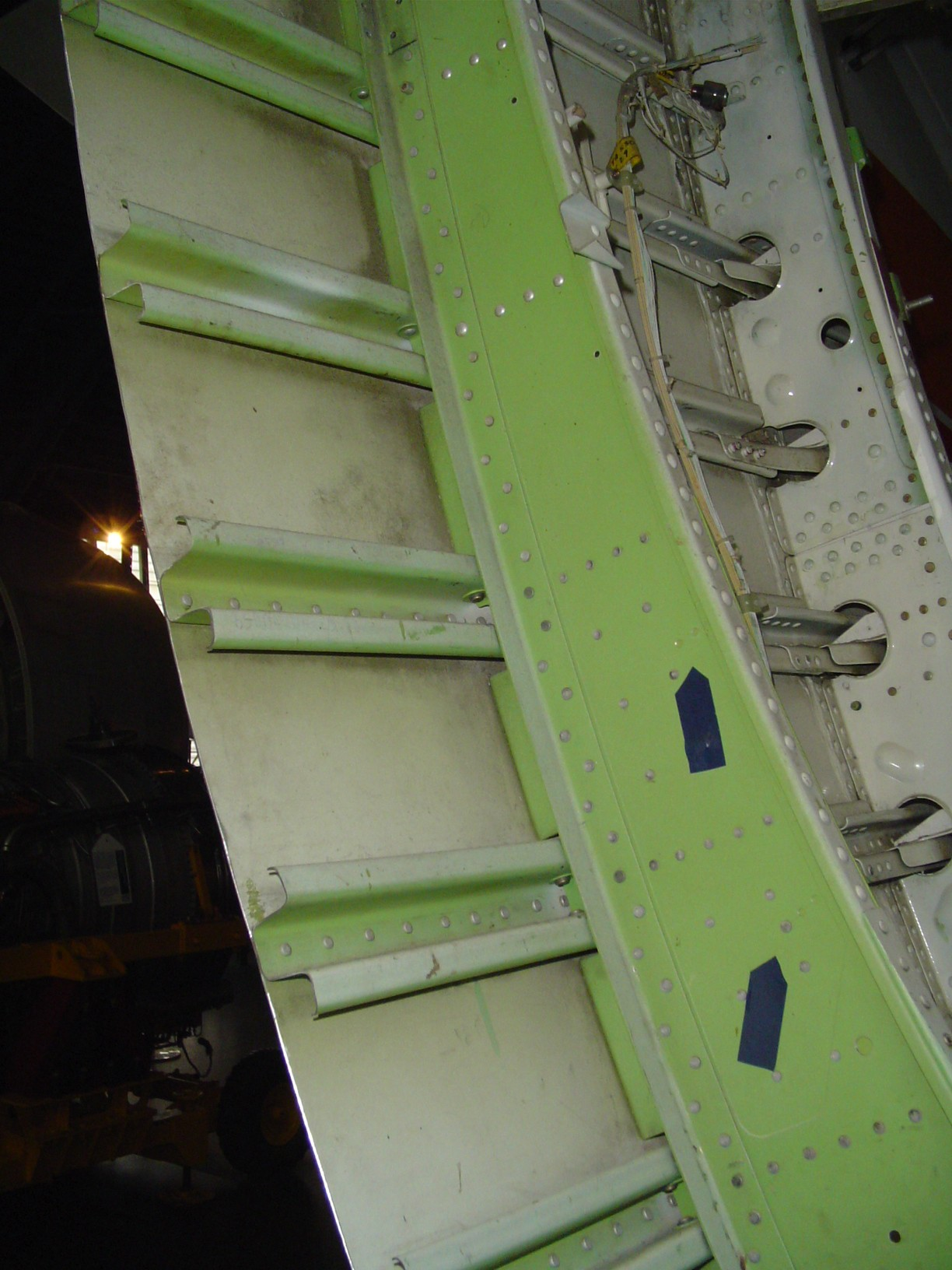
Стрингерный фюзеляж самолёта Boeing 747

Шпангоут выполняется из различных профилей (как правило, в виде кольца или овала) и прикрепляется к балкам продольного набора.

## Классификация
Шпангоуты делятся на две главные группы: нормальные (обычные) и силовые (усиленные). Кроме того, используют стыковые шпангоуты: сдвоенные шпангоуты в разъемах агрегатов. Шпангоуты, устанавливаемые только на части длины контура оболочки, называются полушпангоутами .

### Нормальные шпангоуты
Нормальные шпангоуты обеспечивают сохранение поперечного сечения фюзеляжа. Выполняются в виде гнутого из металлического листа обода, форма которого соответствует контуру обшивки. Разделяются на подкрепительные (обшивка крепится только к стрингеру ), распределительные (обшивка крепится к шпангоуту и стрингеру).
Нормальные шпангоуты обычно имеют рамную конструкцию и изготавливаются методом штамповки или гибки из цельного листа. 

### Усиленные шпангоуты
Силовые шпангоуты служат для передачи сосредоточенных нагрузок. Разделяются на стеночные (сплошные), форменные, рамные, в виде подковообразных балок и т.п. Усиленные шпангоуты устанавливаются в местах, где фюзеляж подвергается большим нагрузкам (стыковые узлы, узлы крепления, перегородки гермоотсеков и т. п.), и по границам больших вырезов в фюзеляже. Устанавливаются по краям вырезов в обшивке (под двери, люки и т.п.), в местах крепления крыла , шасси , силовой установки, оперения , по торцам грузоотсеков. Усиленные шпангоуты выполняются в виде замкнутой рамы двутаврового или швеллерного сечения. Конструктивно такая рама изготавливается сборной или монолитной. В местах установки перегородок силовой шпангоут полностью зашивается стенкой, подкреплённой вертикальными и горизонтальными профилями, или сферической оболочкой с радиально расположенными подкрепляющими элементами.
Узлы крепления агрегатов к фюзеляжу устанавливаются на усиленных шпангоутах, которые выполняют роль жёсткого диска, обеспечивая распределение сосредоточенных нагрузок по всему периметру оболочки фюзеляжа. Для передачи сосредоточенных нагрузок продольного направления стыковые узлы агрегатов должны быть связаны с усиленными продольными элементами фюзеляжа. Для уменьшения массы конструкции фюзеляжа всегда желательно уменьшать число усиленных шпангоутов, размещая на одном шпангоуте узлы крепления нескольких агрегатов.